# Syrak Skitnik
Syrak Skitnik (ur. 22 października 1883 w Sliwenie, zm. 5 marca 1943 w Sofii) – bułgarski malarz i pisarz.
Podczas lat 1908-1912 uczył się malarstwa w Cesarskiej Akademii Sztuk Pięknych w Petersburgu u Leona Baksta. W latach 1920–1940 wydawał w Sofii pismo "Złatorog", które pełniło rolę naczelnego pisma inteligencji bułgarskiej. Malował głównie stylizowane, dekoracyjne pejzaże, martwe natury i wnętrza (Wnętrze z kwiatami 1920). Ważną dziedziną jego twórczości była także scenografia, zarówno teatralna jak i filmowa.